# Edson Batista de Mello
Dom Edson Batista de Mello (São Leopoldo, 15 de dezembro de 1964) é um prelado católico brasileiro, bispo de Cachoeira do Sul.

## Vida
Filho de dona Renata de Mello e do senhor Jorge Emílio de Mello, padre Edson nasceu em São Leopoldo, no dia 15 de dezembro de 1964. Tendo estudado mecânica e sido oficial do Exército Brasileiro, fez toda a preparação formativa para o sacerdócio e, em 1997, aos 33 anos, foi ordenado presbítero.

## Sacerdócio
Ao longo do tempo, padre Edson desempenhou várias funções importantes na diocese de Novo Hamburgo,  como pároco em várias paróquias, reitor dos seminários propedêutico e maior por muitos anos; teve ainda ao longo dos anos de sacerdócio participação em vários conselhos diocesano. No instante da nomeação episcopal era pároco da paróquia Nossa Senhora da Conceição, em São Leopoldo, e desempenhava a coordenação de pastoral da diocese de Novo Hamburgo.

## Episcopado
Em 22 de maio de 2019 foi nomeado bispo da Diocese de Cachoeira do Sul pelo Papa Francisco. A ordenação episcopal foi oficiada em 11 de agosto de 2019, na Catedral Basílica São Luís Gonzaga e presidida pelo bispo de Novo Hamburgo, dom Zeno Hastenteufel, e co-celebrada por Osvino José Both e Jaime Spengler, O.F.M..